# Гюттершайд
Гюттершайд (нім. Hütterscheid) — громада в Німеччині, розташована в землі Рейнланд-Пфальц. Входить до складу району Бітбург-Прюм. Складова частина об'єднання громад Бітбургер-Ланд.
Площа — 2,99 км2. Населення становить 169 ос. (станом на 31 грудня 2020).

## Галерея

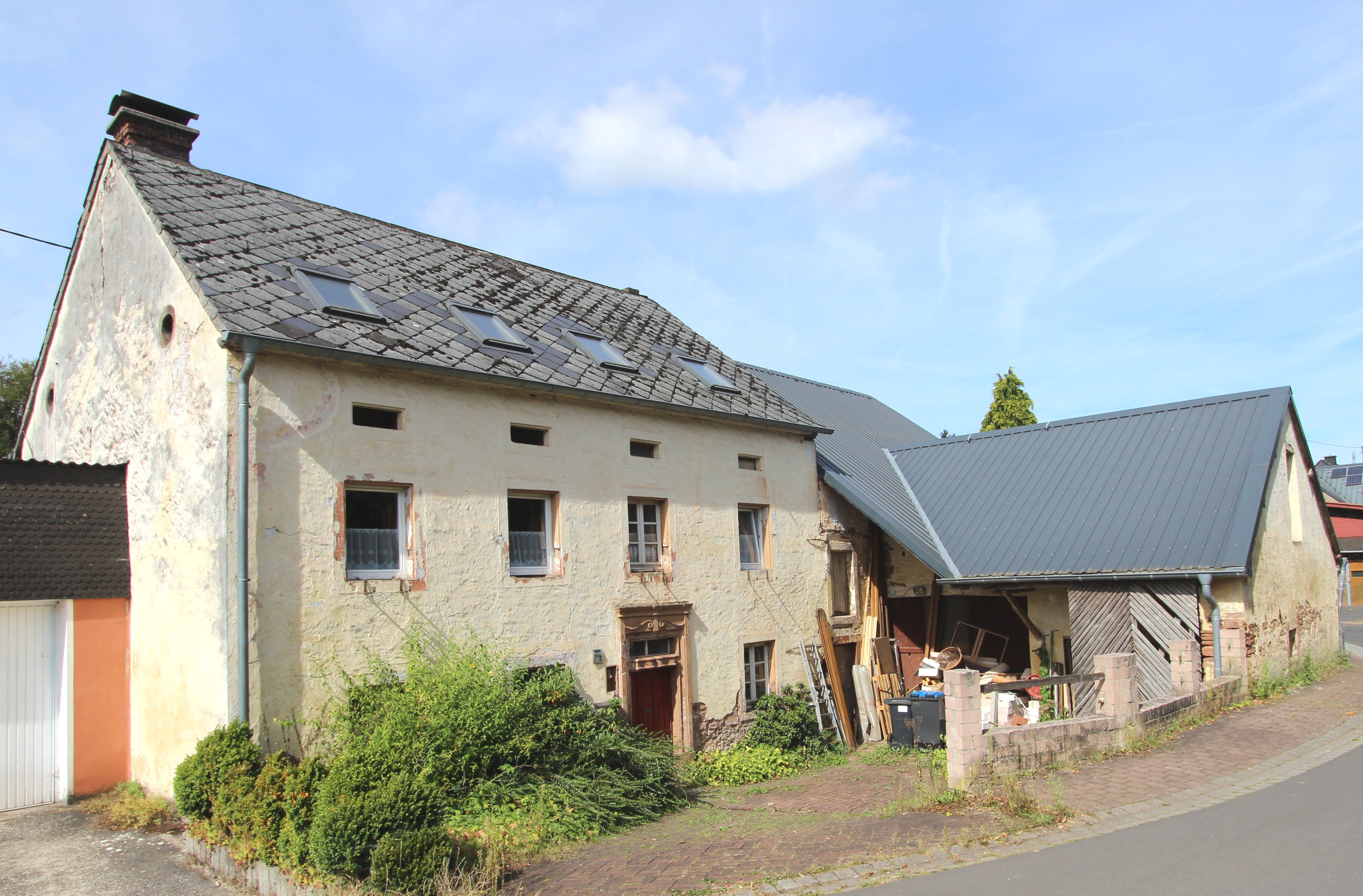
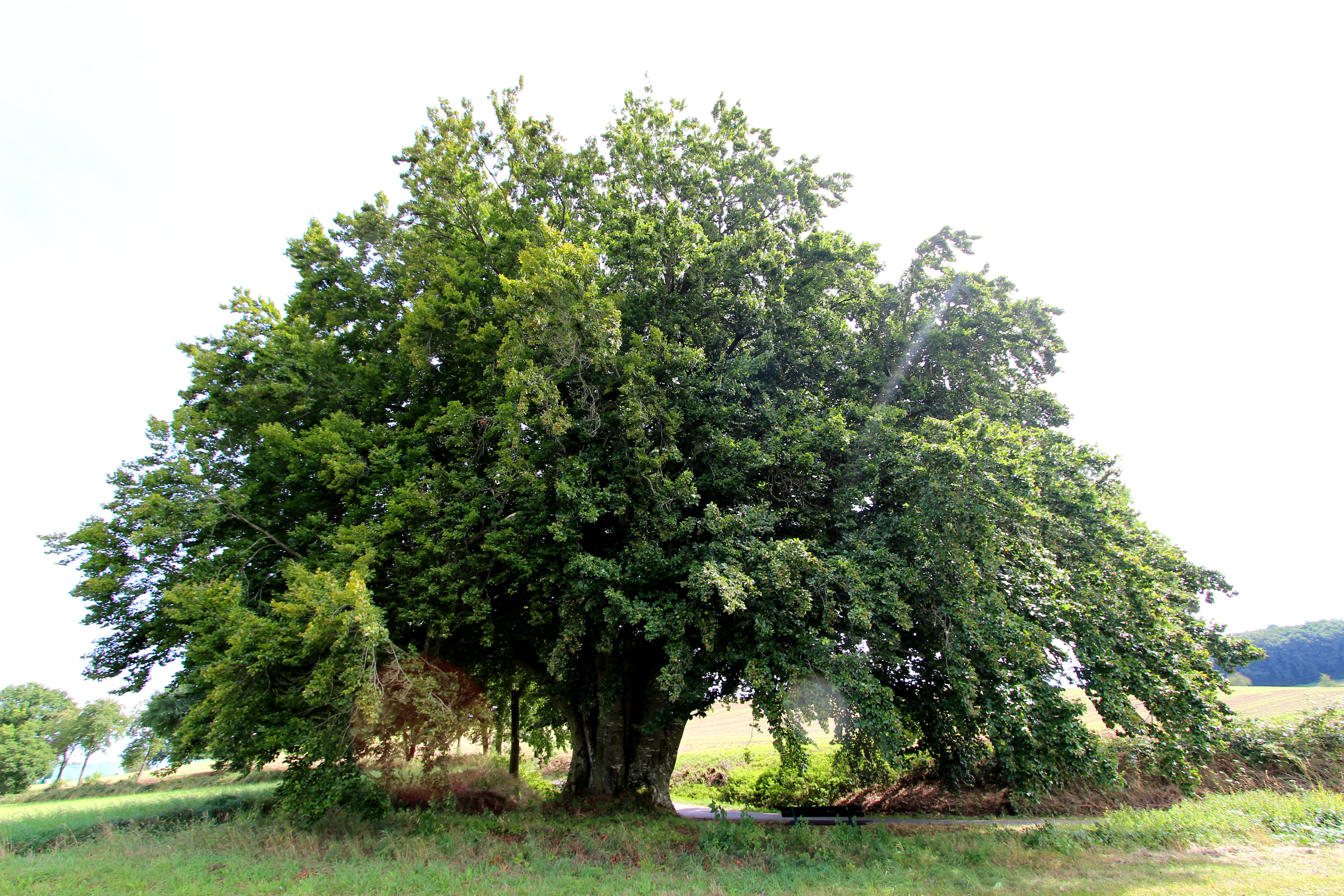
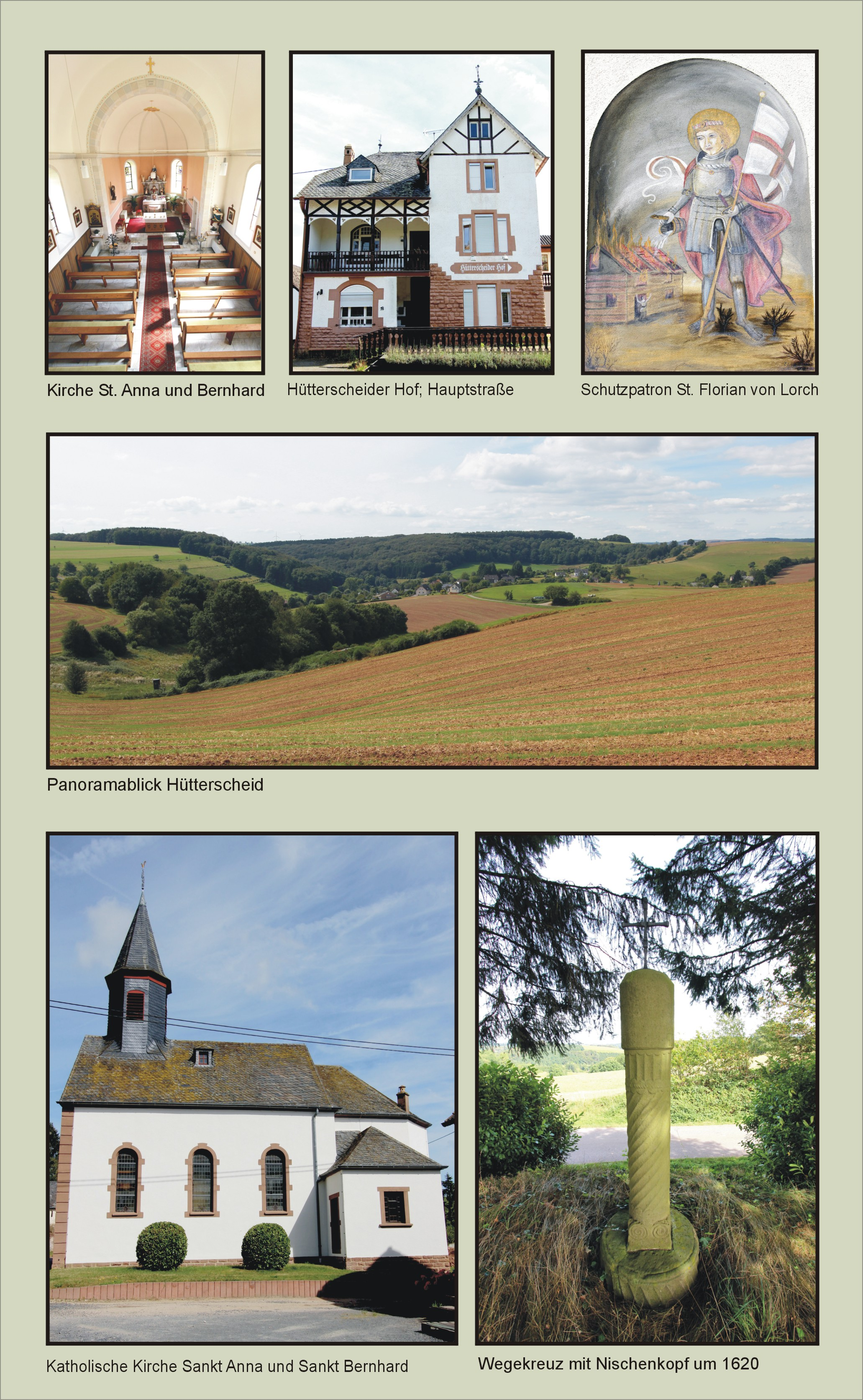